# Für Anikó
Für Anikó (született Boross) (Budapest, 1964. február 27. –) Jászai Mari-díjas magyar színésznő, érdemes művész, a Halhatatlanok Társulatának örökös tagja.

## Életpályája
Szülei korán elváltak, édesanyja nevelte fel. Nyolc éves korától 10 éven át Szombathelyen élt, és itt végezte el középiskolai tanulmányait, a Kanizsai Dorottya Gimnáziumban. Húszéves korában vette fel anyja vezetéknevét. 1989-ben végzett a Színház- és Filmművészeti Főiskolán. 1989–2004 között a Madách Színház színésze. 2004 óta az Örkény Színház tagja.
Klasszikus és modern darabokban játszik fő- és mellékszerepeket. Olyan alakítások fűződnek nevéhez, mint Adél megformálása Molnár Ferenc: Üvegcipő című darabjában, vagy Rosalinda szerepe Shakespeare: Ahogy tetszik című drámájában. 1988 óta játszik játékfilmekben és tévéfilmekben, szinkronizál. 2001 óta műsorvezetője volt a Duna Televízió azóta megszűnt, Talpalatnyi zöld című környezetvédelmi magazinjának.

### Családja
Élettársa 2011-ig Bagó Bertalan volt. Férje Fekete György, akivel 2015-ben kötött házasságot. Gyermekükː András, akit örökbe fogadtak. Pomázon élnek.

## Színpadi szerepei
- Tasnádi István.: Finito (Magyar zombi)....Blondinné
- Németh Ákos.: Lili Hofberg  ... Lotte
- Roland Schimmelpfeinngi: Nő a múltból ... Claudia
- Howard Barker: Jelenetek egy kivégzésből  ... Rivera
- Shakespeare: Lear király....Cordelia
- Shakespeare: Téli rege....Hermione, Perdita
- Shakespeare: Ahogy tetszik....Rosalinda
- Edward Bond: Lear....Fontanelle
- Goldoni: Két úr szolgája....Beatrice
- Kander–Ebb–Masteroff: Kabaré....Sally Bowles
- Lengyel Menyhért: Taifun....Kerner Ilona
- Per Olov Enquist: A tribádok éjszakája....Siri von Essen
- Csehov: Apátlanul (Platonov)....Szofja Jegorovna
- Roland Schimmelpfennig: Az arab éjszaka....Franziska Dehke
- Harold Pinter: Árulás....Emma
- Noel Coward: Forgószínpad....Miss Archibald
- Luigi Pirandello: IV. Henrik....Matilde Spina
- Molnár Ferenc: Az üvegcipő....Adél
- Neil Simon: Pletyka....Claire Ganz
- Molière: A mizantróp....Márki
- Herczeg Ferenc: Kék róka....Cecile
- Shakespeare: Tévedések vígjátéka....Luciana
- Elice–Rees: Kettős játszma....Philippa James
- Várkonyi–Bródy: Will Shakespeare....Darklin
- Sorkin: Becsületbeli ügy ....Joanne Galloway
- Slade: A férfi, akit szeretek....Tracy Wheaton
- Federico García Lorca: Bernarda Alba háza....Amélia
- Eliot-Webber: Macskák....Bombalurina
- Jógyerekek képeskönyve....Jannika
- A hárpia megzabolázása, avagy A makrancos hölgy....Kata, kocsmárosné

## Filmjei

### Játékfilmek
- Az új földesúr (1988)
- A legényanya (1989)
- Szoba kiáltással (1990)
- Halálutak és angyalok (1991)
- A csalás gyönyöre (1992)
- Könyörtelen idők (1992)
- A bűvész (1996)
- Jött egy busz (2003)
- Magyar vándor (2004)
- Para (2008)
- Coming out (2013)
- A hattyú (2022)

### Tévéfilmek
- Peer Gynt (1988)
- Eszmélet (1989)
- Moravagine (1989)
- Zenés húsvét (1993)
- Szemben a Lánchíd oroszlánja (1995)
- A becsületes megtaláló (1996)
- Aranyoskáim (1996)
- Süni és barátai (1996–1997)
- Körúti esték (1997)
- Szabadság tér 56 (1997)
- Örkény lexikon (2006)
- Terápia (2014)
- Örök tél (2018)
- A tanár (2018)
- Korhatáros szerelem (2018)
- Cseppben az élet (2019)
- A mi kis falunk (2019–2021)
- Apatigris (2020–2023)

## Szinkron

### Sorozatok
| Cím                                         | Szerep                | Színész           |
| ------------------------------------------- | --------------------- | ----------------- |
| Frédi és Béni, avagy a két kőkorszaki szaki | Kovakövi Vilma        | Jean Vander Pyl   |
| Balu kapitány kalandjai                     | Rebecca Cunningham    | Sally Struthers   |
| Kémcsajok                                   | D.D. Cummings         | Kristen Miller    |
| Született feleségek                         | Lynette Scavo         | Felicity Huffman  |
| Trónok harca                                | Melisandre            | Carice van Houten |
| Twin Peaks                                  | Annie Blackburn       | Heather Graham    |
| Vérvörös nyár                               | Mélanie Croze-Lacroix | Charlotte Kady    |
| Titkok és hazugságok                        | Andrea Cornell        | Juliette Lewis    |
| Wayward Pines                               | Beverly Brown         | Juliette Lewis    |
| Bojack Horseman                             | Felicity Huffman      | Felicity Huffman  |

### Filmek
Cameron Diazt 29, Sandra Bullockot 23 filmben szinkronizálta.
| Cím                                     | Szerep                                   | Színész               |
| --------------------------------------- | ---------------------------------------- | --------------------- |
| Tőzsdecápák                             | Darien Taylor                            | Daryl Hannah          |
| Elizabeth: Az aranykor                  | I. Erzsébet angol királynő               | Cate Blanchett        |
| Elizabeth                               | I. Erzsébet angol királynő               | Cate Blanchett        |
| Spartacus                               | Claudia Marius                           | Joanna Barnes         |
| Banánköztársaság                        | Nancy                                    | Louise Lasser         |
| Drága Molly                             | Molly Taylor                             | Blythe Danner         |
| Legyetek jók, ha tudtok                 |                                          |                       |
| Madárka                                 | Hannah Rourke                            | Karen Young           |
| Havanna                                 | Bobby Duran                              | Lena Olin             |
| Oltalmazó ég                            | Kit Moresby                              | Debra Winger          |
| Végzetes érdekek                        | Angela Crispini                          | Debra Winger          |
| Vincent és Theo                         | Sien Hoornik                             | Jip Wijngaarden       |
| Sült, zöld paradicsom                   | Idgie Threadgoode                        | Mary Stuart Masterson |
| Jöttem, láttam, beköltöztem...          | Becky Metcalf                            | Dana Delany           |
| Medicine Man                            | Dr. Rae Crane                            | Lorraine Bracco       |
| Addams Family 2.                        | Becky Martin-Granger                     | Christine Baranski    |
| Csúcsfejek                              | Connie Csúcsfej                          | Michelle Burke        |
| Kalifornia – A halál nem utazik egyedül | Carrie Laughlin                          | Michelle Forbes       |
| Ed Wood                                 | Dolores Fuller                           | Sarah Jessica Parker  |
| Féktelenül                              | Annie Porter                             | Sandra Bullock        |
| Időzített bomba                         | Kate Dove                                | Suzy Amis             |
| Margó királyné                          | Margó                                    | Isabelle Adjani       |
| A Maszk                                 | Tina Carlyle                             | Cameron Diaz          |
| Négy esküvő és egy temetés              | Fiona (első esküvő)                      | Kristin Scott Thomas  |
| Piaf                                    | Edith Piaf                               | Marion Cotillard      |
| Ponyvaregény                            | Mia Wallace                              | Uma Thurman           |
| Visszajátszás                           | Amy Randall                              | Uma Thurman           |
| Segítség, karácsony!                    | Gracie                                   | Juliette Lewis        |
| Született gyilkosok                     | Mallory                                  | Juliette Lewis        |
| Bunyó karácsonyig                       | Bridget                                  | Anne Kasprik          |
| Egy kosaras naplója                     | Diane Moody                              | Juliette Lewis        |
| A hálózat csapdájában                   | Angela Bennett (Ruth Marx)               | Sandra Bullock        |
| Ha ölni kell                            | Ellen Roark                              | Sandra Bullock        |
| Majd elválik!                           | Birdee Pruitt                            | Sandra Bullock        |
| Legbelső félelem                        | Janet Venable                            | Laura Linney          |
| Kill Bill                               | The Bride                                | Uma Thurman           |
| Kill Bill 2.                            | Beatrix Kiddo – The Bride, 'Black Mamba' | Uma Thurman           |
| Menekülés Los Angelesből                | Brazen                                   | Michelle Forbes       |
| Ocean’s 8 – Az évszázad átverése        | Debbie Ocean                             | Sandra Bullock        |

### Animációs filmek
| Cím                            | Szerep         | Színész      |
| ------------------------------ | -------------- | ------------ |
| Shrek                          | Fiona hercegnő | Cameron Diaz |
| Shrek 2.                       | Fiona Hercegnő | Cameron Diaz |
| Harmadik Shrek                 | Fiona hercegnő | Cameron Diaz |
| Shrek a vége, fuss el véle     | Fiona hercegnő | Cameron Diaz |
| Shrek 4-D                      | Fiona hercegnő | Cameron Diaz |
| Shrekből az angyal             | Fiona hercegnő | Cameron Diaz |
|                                |                |              |
| Félelem és Shrekketés          | Fiona hercegnő | Cameron Diaz |
| Szamár Karácsonyi Shrekkentése | Fiona hercegnő | Cameron Diaz |

## Lemezei, hangoskönyvei

### Lemezek
- Alattam a fák (maxi CD) (2004)
- Nőstény álom (2006)
- Kitalált világ (2010)
- Magyar hangja vagyok (2018)
- Für for ten (2023)[8]

### Hangoskönyvek
- Kicsi, Nagy, Középső
- Leonardo da Vinci meséi
- Lúdanyó meséi
- Mérő László: A csodák logikája
- Alice Munro: Anyám álma
- Bálint Ágnes: Mazsola
- Bálint Ágnes: Mazsola és Tádé
- Bálint Ágnes: Megint Mazsola
- Agatha Christie: Novellák
- Varró Zsuzsa: Áfonyka
- Weöres Sándor: Égi csikón léptet a nyár – Weöres Sándor válogatott versei
- Janikovszky Éva: Mosolyogni tessék! – Kire ütött ez a gyerek?
- Mérő László: Sok út vezet a Nirvánába
- Szabó Magda: Tündér Lala
- Szabó Magda: Az őz
- Bohumil Hrabal: Sörgyári Capriccio
- A bölcs Hiawatha – Indián népmesék
- Nyulász Péter: Helka
- Nyulász Péter: Ciprián
- Nyulász Péter: Kamor
- Karácsonyi ajándék

## Díjak, elismerések
- Filmkritikusok díja – Xantus János Szoba kiáltással című filmjében nyújtott játékáért – (1991)
- Jászai Mari-díj (1996)
- Mensáros László-díj (2002)
- Puszedli-díj (2002)
- Pécsi Országos Színházi Találkozó (2006) – a Nő a múltból című darabban a legjobb női epizódszereplő (szakmai zsűri díj)
- Smeraldina-díj (Vidor Fesztivál) (2006)
- Pécsi Országos Színházi Találkozó (2007) – a legjobb női főszereplő Tasnádi István: Finito című darabjában
- Érdemes művész (2014)
- Psota Irén-díj (2019)[9]
- A Halhatatlanok Társulatának örökös tagja (2024)